# Tricyphona (Tricyphona) hannai antennata
Tricyphona (Tricyphona) hannai antennata is een ondersoort van de tweevleugelige Tricyphona (Tricyphona) hannai uit de familie Pediciidae. De ondersoort komt voor in het Nearctisch gebied.